# Industriegas
Industriegas ist die Bezeichnung für alle im großindustriellen Maßstab erzeugten oder in der Industrie eingesetzten Gase. Zusätzlich zählen gasförmige Kohlenwasserstoffe zur Verbrennung zu den Industriegasen. Im Gegensatz zur Bezeichnung technische Gase ist der Ausdruck Industriegas keine Spezifizierung der Stoffreinheit.
Industriegase werden entsprechend ihrem Ursprung oder ihrer Verwendung kategorisiert:
- Atmosphärische Gase, z. B. Stickstoff (N2), Sauerstoff (O2), Argon (Ar)
- Prozessgase, z. B. Wasserstoff (H2), Helium (He), Ethen (Ethylen, C2H4), Ethin (Acetylen, C2H2), Kohlendioxid (CO2), Kohlenmonoxid (CO)
- Edelgase, z. B. Xenon (Xe), Neon (Ne), Krypton (Kr)
- Gase für medizinische Anwendungen mit speziellen Herstellungsanforderungen, z. B. (Sauerstoff, Distickstoffoxid, Stickstoff und Gemische wie Carbogen).

Industriegase werden in verschiedenen Reinheitsstufen und zu verschiedenen, spezifizierten Zwecken verwendet. So als Lebensmittelgase oder Medizinische Gase.

## Produzenten
Beim weltweiten Industriegas-Markt handelt es sich um ein Oligopol. Nach der Fusion von Praxair, Inc. und der deutschen Linde AG zu Linde plc im Jahr 2018 wird die Mehrheit des Marktes von nur drei Unternehmen kontrolliert. So entfielen im Jahr 2020 rund 75 % der Marktanteile gemeinsam auf Linde plc (Irland), Air Liquide (Frankreich), und Air Products & Chemicals (Vereinigte Staaten). Weitere Unternehmen sind unter anderem die Messer Group (Deutschland) oder Taiyō Nissan (Japan). Auf dem Markt sind des Weiteren auch viele regionale Anbieter.